# Campionato mondiale femminile di pallacanestro Under-21 2007
Il 2º Campionato mondiale femminile di pallacanestro Under-21 (noto anche come 2007 FIBA U21 World Championship for Women) si è svolto in Russia nell'Oblast' di Mosca, dal 29 giugno all'8 luglio 2007.

## Classifica finale
| Campione del Mondo | Campione del Mondo | Campione del Mondo |
| --- | ------------------ | --- |
| Stati Uniti under 214 Houts, 5 Wiggins, 6 Packer, 7 Anderson, 8 Bonner, 9 Carson, 10 Waner, 11 Wisdom, 12 Harper, 13 Langhorne, 14 Vaughn, 15 Paris, All. Joanne McCallie |                    | |
| Argento | Australia          | Australia under 214 MacLeod, 5 Oliver, 6 O'Hea, 7 Camino, 8 Francis, 9 Duke, 10 Perera, 11 Dombkins, 12 Penaluna, 13 Herrick, 14 Watman, 15 Bishop, All. Gary Fox                    |
| Bronzo | Francia            | Francia under 214 Lardy, 5 Kamba, 6 Tanqueray, 7 Costaz, 8 Assilamehou, 9 Gruszczynski, 10 Barennes, 11 Miyem, 12 Arnaud, 13 Gruda, 14 Yacoubou, 15 Jannault, All. Francis Denis     |
| 4. | Russia             | Russia under 214 Rusakova, 5 Beljakova, 6 Anderson, 7 Rjuchina, 8 Žužgova, 9 Savel'eva, 10 Jumašina, 11 Beglova, 12 Vidmer, 13 Daniločkina, 14 Lisina, 15 Gogija, All. Kira Tržeskal |
| 5. | Belgio             | Belgio under 214 Mayombo, 5 Carpréaux, 6 Hendrickx, 7 Vandesteene, 8 Kara, 9 Lauwers, 10 Michiels, 11 Leemans, 12 Raman, 13 Malfait, 14 Comans, 15 Bas, All. -                       |
| 6. | Canada             | Canada under 214 Watts, 5 Pinske, 6 Riverin, 7 Lisson, 8 Tatham, 9 Evans, 10 Pilypaitis, 11 Doma, 12 Ross, 13 Ayim, 14 Keane, 15 Boogaard, All. Linda Marquis                        |
| 7. | Ungheria           | Ungheria under 214 Czank, 5 Semsei, 6 Köllő, 7 Somogyi, 8 Szavercsenko, 9 Horti, 10 Vincze, 11 Honti, 12 Tajkov, 13 Pál, 14 Somogyi, 15 Ürmös, All. -                                |
| 8. | Brasile            | Brasile under 214 Ivana, 5 Joice, 6 Júlia, 7 Roberta, 8 Djane, 9 Jaqueline, 10 Izabela, 11 Priscila, 12 Daiane, 13 Tatiane, 14 Franciele, 15 Clarissa, All. Luís Tarallo             |
| 9. | Spagna             | Spagna under 214 Asurmendi, 5 Royo, 6 Gómez, 7 Mallaviabarrena, 8 Gimeno, 9 Germán, 10 Cruz, 11 Marcos, 12 Díaz, 13 Compañ, 14 Cuevas, 15 García, All. Alberto Ortego                |
| 10. | Giappone           | Giappone under 214 Uchida, 5 Takada, 6 Urashima, 7 Tanaka, 8 Fujiyoshi, 9 Nakagawa, 10 Nakahata, 11 Kabaya, 12 Yoshida, 13 Tsukano, 14 Tomizaki, 15 Hayashi, All. -                  |
| 11. | Cina               | Cina under 214 Wu, 5 Yuan, 6 Ding, 7 Cao, 8 Lu, 9 Sun, 10 Cui, 11 Liu, 12 Jiao, 13 Zeng, 14 Zheng, 15 Huang, All. -                                                                  |
| 12. | Mali               | Mali under 214 N. Traoré, 5 Sacko, 6 Maïga, 7 M. Traoré, 8 Touré, 9 Bagayoko, 10 Goïta, 11 Sidibé, 12 F. Traoré, 13 Boré, 14 Sacko, 15 Coulibaly, All. Oumar Sissoko                 |